# Oswald Heer
Oswald von Heer (31 de agosto de 1809, Niederuzwil, Cantón de Sankt Gallen – 27 de septiembre de 1883, Lausana) fue un geólogo, geobotánico, y naturalista suizo.
Fue educado para pastor religioso, en la Universidad de Halle, tomando las órdenes sagradas, y luego se gradúa como Doctor en Filosofía y en medicina. Muy temprano se interesa en la entomología, adquiriendo un especial conocimiento, para más tarde empezar con el estudio de la flora, para llegar a ser uno de los pioneros en paleobotánica, realizando distinguidas investigaciones en la flora del Mioceno.
En 1851 es profesor de botánica en la Universidad de Zúrich, y dirige su atención a la flora y a los insectos del Terciario, de Suiza. Es fundador y por un tiempo director del Jardín Botánico de Zúrich. En 1863 en coautoría de William Pengelly, Phil. Trans., 1862) investiga los restos de paleoplantas de los depósitos de lignito de Bovey Tracey en Devon, registrándolos como del Mioceno (hoy clasificados como del Eoceno).
Heer también reporta sobre la flora del Mioceno de las regiones del Ártico (plantas fósiles remanentes encontradas en el noroeste de Groenlandia por K.J.V. Steenstrup), sobre las plantas de los lignitos del Pleistoceno de Dürnten, en el lago Zúrich, y en los cereales cercanos al lago (Die Pflanzen der Pfahlbauten, 1866).
Durante buena parte de su carrera estuvo obtaculizado por su extrema delgadez, por su tuberculosis, con frecuentes quiebres en su salud, aunque siempre prosiguió sus servicios a la ciencia. Entre 1850 y 1851 permanece en Madeira para intentar recuperarse. Y en 1871 tiene un recrudecimiento. El Dr. Heer fallece en Lausanna el 27 de septiembre de 1883.

## Honores
Recibe un reconocimiento en 1873, cuando la Geological Society of London lo galardona con la medalla Wollaston.

### Epónimos
Género
- (Anacardiaceae) Heeria Meisn.[1]

Especies
- (Asteraceae) Hieracium heerii Brügger ex Killias[2]
- (Cistaceae) Helianthemum × heerii Brügger[3]
- (Lamiaceae) Salvia heerii Regel[4]
- (Pinaceae) Pinus heerii Brügger ex Seiler[5]
- (Primulaceae) Androsace heerii W.D.J.Koch[6]
- (Primulaceae) Androsace heerii Hegetschw. ex Hausm.[7]
- (Primulaceae) Primula × heerii Brügger[8]
- (Primulaceae) Primula heerii Kuntze[9]
- (Rosaceae) Potentilla × heerii Brügger[10]
- (Salicaceae) Salix × heerii Brügger[11]

## Obra
- 1837-41. Fauna coleoptarum Helvetica
- 1838-41. Die Käfer der Schweiz
- 1840. Analytische Tabellen zu Bestimmung der phanerogamischen Pflanzengattungen der Schweiz
- 1840. Flora der Schweiz; con Johannes Jacob Hegetschweiler
- 1840. Hegetschweiler J. J. Flora der Schweiz
- 1846 - Blumenheer. Der Kanton GlarusFormularende
- 1847 - Die Insektenfauna der Tertiärgebilde von Oeningen und von Radoboj in Croatien
- 1855-1859 - Flora tertiaria Helvetiae. 3 vols.
- 1860 - Untersuchungen über das Klima und die Vegetationsverhältnisse des Tertiärlandes. Winterthur: Wurster u. Co.
- 1862 - Beiträge zur Insektenfauna Oeningens
- 1862 - Beiträge zur Fossilen Flora von Sumatra
- 1862 - Beiträge zur Insektenfauna Oeningens: Coleoptera, Geodephagen. .. Lamellicornen und Buprestiden
- 1863 - De la formación de lignito en Bovey Tracey, Devonshire; con William Pengelly
- 1865 - Die Urwelt der Schweiz
- 1865 - Die Pflanzen der Pfahlbauten
- 1867 - Fossile Hymenopteren aus Oeningen und Radoboy
- 1868-1882 - „Flora fossilis arctica - Flora Fósil Ártica“
- 1868. En Graeffe Reise im Innern dei Insel Viti Levu. Neuejahrblatt der Naturforschende Gesellschaft in Zurich 70: 1-48
- 1869. Miocene baltische Flora
- 1869. Ueber die Braunkohlenpflanzen von Bornstädt
- 1870. Die Miocene Flora und Fauna Spitzbergens
- 1871. Fossile Flora der Bären Insel
- 1872. Le monde primitif de la Suisse
- 1874. Die Kreide-Flora der Arctischen Zone
- 1874. Anmärkningar öfver de af svenska polarexpeditionen 1872-73 upptäckte fossila växter
- 1876. Beiträge zur fossilen Flora Spitzbergens: Gegründet auf die Sammlungen der schwedischen Expedition vom Jahre 1872 auf 1873
- 1877. Flora fossilis Helvetiae: die vorweltliche Flora der Schweiz
- 1878. Beiträge zur fossilen Flora Sibiriens und des Amurlandes
- 1881. Contributions à la flore fossile de Portugal, Lisboa
- 1884. Analytische Tabellen zur Bestimmung der phanerogamischen Pflanzengattungen der Schweiz
- La abreviatura «Heer» se emplea para indicar a Oswald Heer como autoridad en la descripción y clasificación científica de los vegetales.[12]

## Fuente
Traducción de los Arts. en lengua inglesa y germana.